# Amblyomma gemma
Amblyomma gemma (лат.) — вид клещей из семейства Ixodidae. Африка: Кения, Танзания, Сомали, Уганда, Джибути, Йемен. Паразитируют на млекопитающих, главным образом, на домашним скоте. Среди хозяев чаще, чем другие заражаются дикие млекопитающие, буйволы, жирафы и носороги. Незрелые стадии развития питаются на различных млекопитающих и птицах.